# Diocesi di Matanzas
La diocesi di Matanzas (in latino Dioecesis Matansansis) è una sede della Chiesa cattolica a Cuba suffraganea dell'arcidiocesi di San Cristóbal de la Habana. Nel 2023 contava 400.000 battezzati su 705.000 abitanti. È retta dal vescovo Juan Gabriel Díaz Ruiz.

## Territorio
La diocesi comprende la provincia cubana di Matanzas.
Sede vescovile è la città di Matanzas, dove si trova la cattedrale di San Carlo Borromeo.
Il territorio è suddiviso in 15 parrocchie.

## Storia
La diocesi è stata eretta il 10 dicembre 1912 con la bolla Quae catholicae religioni di papa Pio X, ricavandone il territorio dalla diocesi di San Cristóbal de la Habana (oggi arcidiocesi).
Originariamente suffraganea dell'arcidiocesi di Santiago di Cuba, il 6 gennaio 1925 è entrata a far parte della provincia ecclesiastica di San Cristóbal de la Habana.

## Cronotassi dei vescovi
Si omettono i periodi di sede vacante non superiori ai 2 anni o non storicamente accertati.
- Charles Warren Currier † (26 aprile 1913 - 16 giugno 1914 dimesso[1])
- Severiano Sainz y Bencamo † (3 maggio 1915 - 14 marzo 1937 deceduto)
- Alberto Martín y Villaverde † (14 maggio 1938 - 3 novembre 1960 deceduto)
- José Maximino Eusebio Domínguez y Rodríguez † (18 luglio 1961 - 11 dicembre 1986 deceduto)
- Mariano Vivanco Valiente † (18 maggio 1987 - 23 agosto 2004 deceduto)
- Manuel Hilario de Céspedes y García Menocal † (7 maggio 2005 - 22 marzo 2022 ritirato)[2]
- Juan Gabriel Díaz Ruiz, dal 7 aprile 2022

## Statistiche
La diocesi nel 2023 su una popolazione di 705.000 persone contava 400.000 battezzati, corrispondenti al 56,7% del totale.
| anno | popolazione | popolazione | popolazione | presbiteri | presbiteri | presbiteri | presbiteri                | diaconi | religiosi | religiosi | parrocchie |
| anno | battezzati  | totale      | %           | numero     | secolari   | regolari   | battezzati per presbitero | diaconi | uomini    | donne     | parrocchie |
| ---- | ----------- | ----------- | ----------- | ---------- | ---------- | ---------- | ------------------------- | ------- | --------- | --------- | ---------- |
| 1950 | 324.970     | 361.079     | 90,0        | 55         | 19         | 36         | 5.908                     |         | 39        | 172       | 29         |
| 1966 | 385.000     | 451.000     | 85,4        | 21         | 9          | 12         | 18.333                    |         | 13        | 6         | 31         |
| 1970 | 365.000     | 483.300     | 75,5        | 15         | 6          | 9          | 24.333                    |         | 9         | 12        | 31         |
| 1976 | 275.000     | 501.273     | 54,9        | 16         | 9          | 7          | 17.187                    |         | 7         | 6         | 31         |
| 1980 | 250.000     | 507.000     | 49,3        | 15         | 9          | 6          | 16.666                    |         | 8         | 4         | 31         |
| 1990 | 214.000     | 600.000     | 35,7        | 17         | 8          | 9          | 12.588                    |         | 9         | 17        | 31         |
| 1999 | 470.000     | 633.113     | 74,2        | 19         | 9          | 10         | 24.736                    |         | 10        | 54        | 35         |
| 2000 | 470.000     | 640.710     | 73,4        | 15         | 7          | 8          | 31.333                    | 1       | 9         | 48        | 35         |
| 2001 | 470.000     | 661.075     | 71,1        | 15         | 7          | 8          | 31.333                    | 1       | 9         | 45        | 35         |
| 2002 | 473.000     | 673.000     | 70,3        | 20         | 10         | 10         | 23.650                    | 1       | 10        | 51        | 35         |
| 2003 | 475.000     | 680.800     | 69,8        | 20         | 9          | 11         | 23.750                    | 1       | 11        | 53        | 37         |
| 2004 | 478.000     | 690.400     | 69,2        | 20         | 9          | 11         | 23.900                    | 1       | 11        | 53        | 37         |
| 2013 | 422.900     | 724.100     | 58,4        | 25         | 17         | 8          | 16.916                    | 5       | 8         | 49        | 36         |
| 2016 | 416.700     | 697.400     | 59,8        | 24         | 20         | 4          | 17.362                    | 5       | 4         | 47        | 35         |
| 2019 | 415.500     | 715.129     | 58,1        | 18         | 13         | 5          | 23.083                    | 4       | 5         | 47        | 35         |
| 2021 | 412.530     | 717.300     | 57,5        | 18         | 13         | 5          | 22.918                    | 4       | 5         | 54        | 35         |
| 2023 | 400.000     | 705.000     | 56,7        | 18         | 15         | 3          | 22.222                    | 4       | 3         | 54        | 15         |